# Jean-Claude Turcotte
Jean-Claude Turcotte (26 de juny de 1936 - 8 d'abril de 2015) va ser un cardenal catòlic quebequès. Va ser l'arquebisbe de Montreal entre 1990 i 2012.
Nascut a Montreal, Turcotte estudià al Collège André-Grasset entre 1947 i 1955, estudiant després al Grand Deminaire. Va ser ordenat prevere el 24 de maig de 1959. El 1965 va obtenir una diplomatura en ministeri social a Lilla (França). El 14 d'abril de 1982 va rebre el nomenament de bisbe titular de Suas i bisbe auxiliar de Montreal, sent consagrat el 29 de juny següent. Quan el Papa Joan Pau II visità el Canadà el 1984, Turcotte organitzà la visita a Montreal.
Va ser nomenat arquebisbe de Montreal el 17 de març de 1990. Joan Pau II el nomenà Cardenal prevere de Nostra Signora del Santissimo Sacramento e Santi Martiri Canadesi al consistori del 28 de febrer de 1994. Entre 1997 i el 2000 va presidir la Conferència Episcopal Catòlica del Canadà. Turcotte ha participat en les Jornades Mundials de la Joventut de 1993 (Denver), 1997 (París), 2000 (Roma) i 2002 (Toronto).
Turcotte és conegut per la seva tasca en favor dels pobres i escriu setmanalment una columna sobre religió a l'edició dels diumenges de Journal de Montréal. El 2007 donà la seva opinió sobre si Quebec era una societat diferent.
Va ser cardenal elector al conclave de 2005. Margaret Hebblethwaite, coautora del llibre The Next Pope, l'identificà com un papabile. Altres llibres i la BBC també l'identificaven com un dels possibles escollits. Tornà a participar en el conclave de 2013. La seva manca de fluïdesa amb l'italià, així com la seva mancança d'experiència internacional, eren desavantatges.
Daniel Cere, cap del Centre Newman de la Universitat McGill, diu al diari The Toronto Star que Turcotte «és una gran figura pastoral, molt com Joan Pau II».

## Opinions

### Avortament
El 2007, Turcotte presidí el funeral del jutge del Tribunal Suprem Antonio Lamer, que curiosament havia retirat totes les restriccions vers l'avortament al procés Tremblay v. Daigle el 1989. Al funeral, Turcotte lloà Lamer com a «un gegant de la llei» i un «home que havia treballat molt per la justícia». No es referia, però, directament a la qüestió de l'avortament quan pronuncià aquests termes.
L'11 de setembre de 2008 Turcotte tornà la condecoració de l'Orde del Canadà que havia rebut el 1996 en protesta per la incorporació de l'activista en pro de la llibertat de la dona de decidir Henry Morgentaler l'1 de juliol de 2008. Va retornar la condecoració quan dos altres que havien protestat contra l'entrada de Morgentaler perquè Turcotte havia esperat que el Consell Consultiu de l'Orde del Canadà revisés la seva decisió. Amb el temps, tement que el seu silenci sobre l'assumpte podria ser mal interpretat, Turcotte va renunciar al seu títol d'Oficial de l'Orde del Canadà i va tornar la condecoració l'1 de juny de 2009.
El 2009, en una entrevista Turcotte va dir que «en alguns casos puc entendre que no hi ha cap altra elecció que fer-ho (avortar)», la qual cosa va despertar controvèrsia a la llum de la seva condemna prèvia de Morgentaler.

### Lligams polítics
El 2004 criticà les declaracions de l'anterior ministre Sheila Copps sobre la relació de Turcotte amb Pierre Trudeau. Havia estat present en el funeral d'estat de l'anterior Primer Ministre.

### Ordenació de les dones
Turcotte rebutjà acceptar l'ordenació de les dones després que un sínode local proposés la idea.